# Carles Delclaux Is
Carles Delclaux Is   (Sant Cugat del Vallès, 29 d'octubre de 1951) és un artista tèxtil format a les manufactures Aymat de Sant Cugat i a l'Escola de Belles Arts Massana de Barcelona.

## Trajectòria
De 1970 a 1974 dirigí l'Escola Catalana del Tapís que al 1975 traslladà a Girona, on creà una càtedra basada en l'academicisme i en l'aprenentatge de l'ofici de llicer.
Ha recreat obres de diferents artistes, interpretant a: Josep Grau-Garriga, Joan-Josep Tharrats, Josep Maria Subirachs, Joan Miró, Manolo Millares, José Beulas, Modest Cuixart, Pere Lloses, Domènec Fita, Narcís Comadira, Juan José Torralba, Francesc Torres Monsó, Marcel Martí i altres. Els seus dissenys personals fan evolucionar la tapisseria a un renaixement en el tercer mil·lenni.

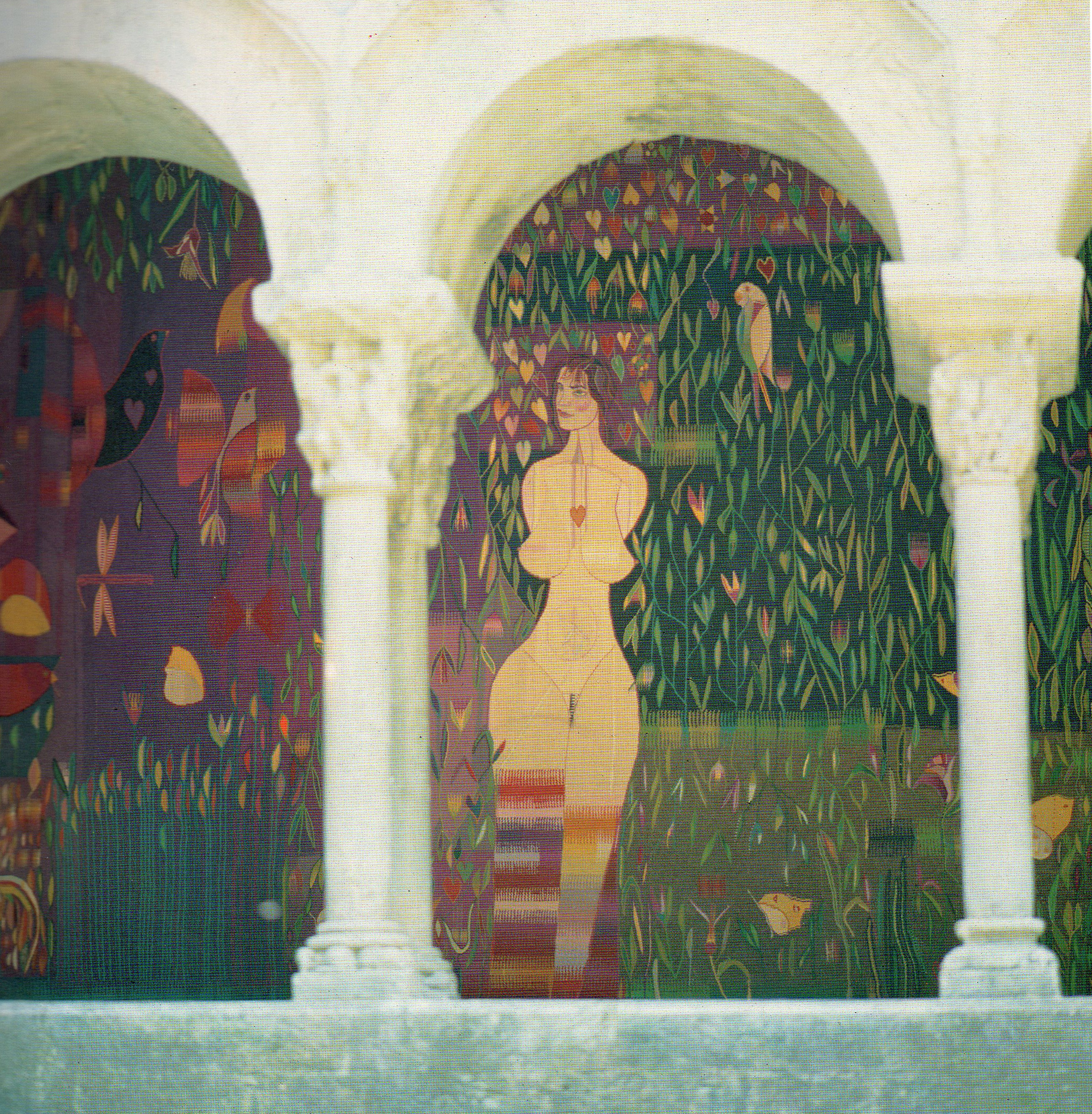
L'Empordanet (1981)

La seva obra està en museus com el MACBA, CDAN, Museu del Tapís Contemporani Casa Aymat, CDMT, i altres així com en col·leccions privades i en institucions públiques.

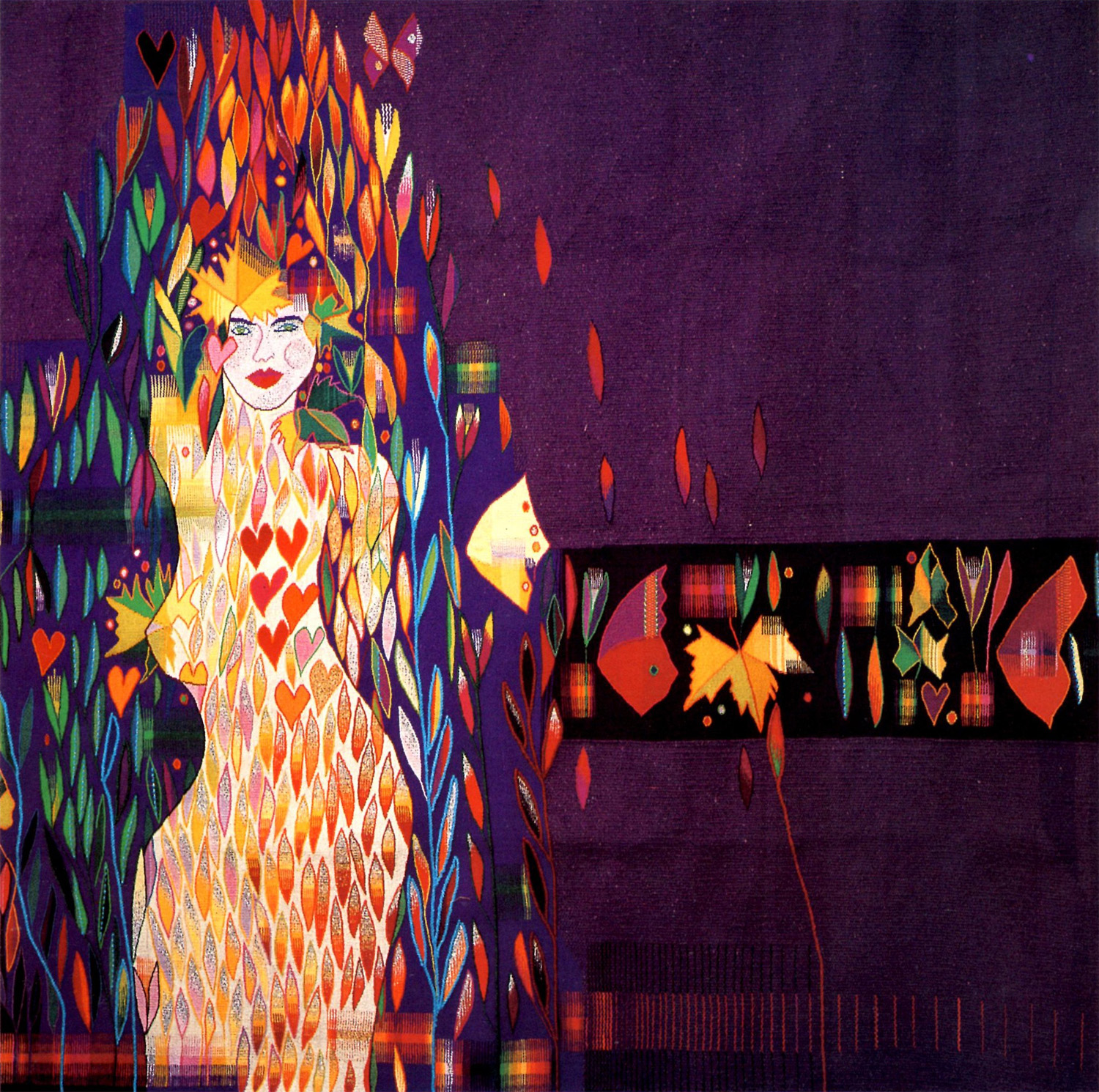
Damunt de tu només les flors (1981)

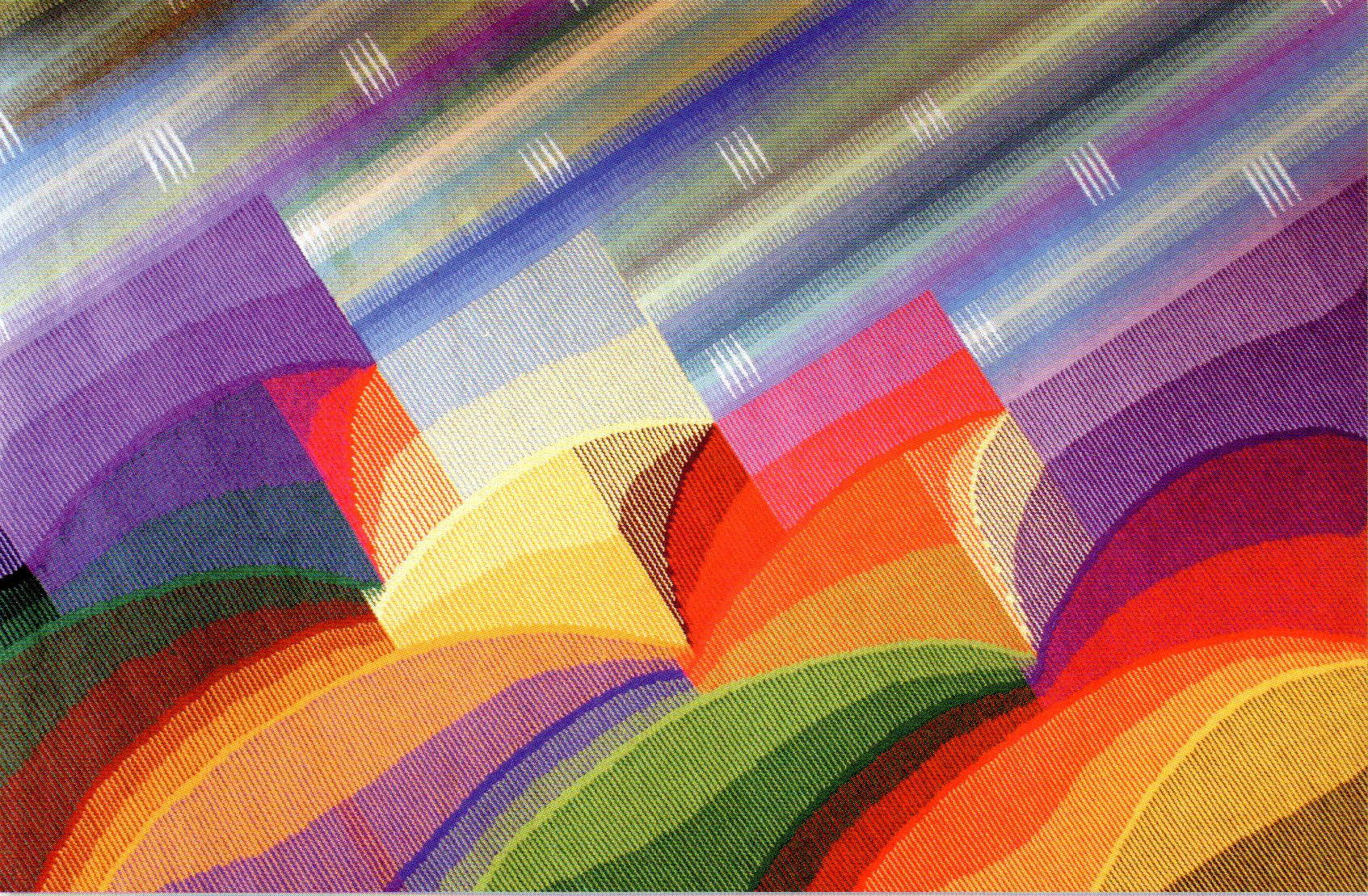
Corinti (2007)

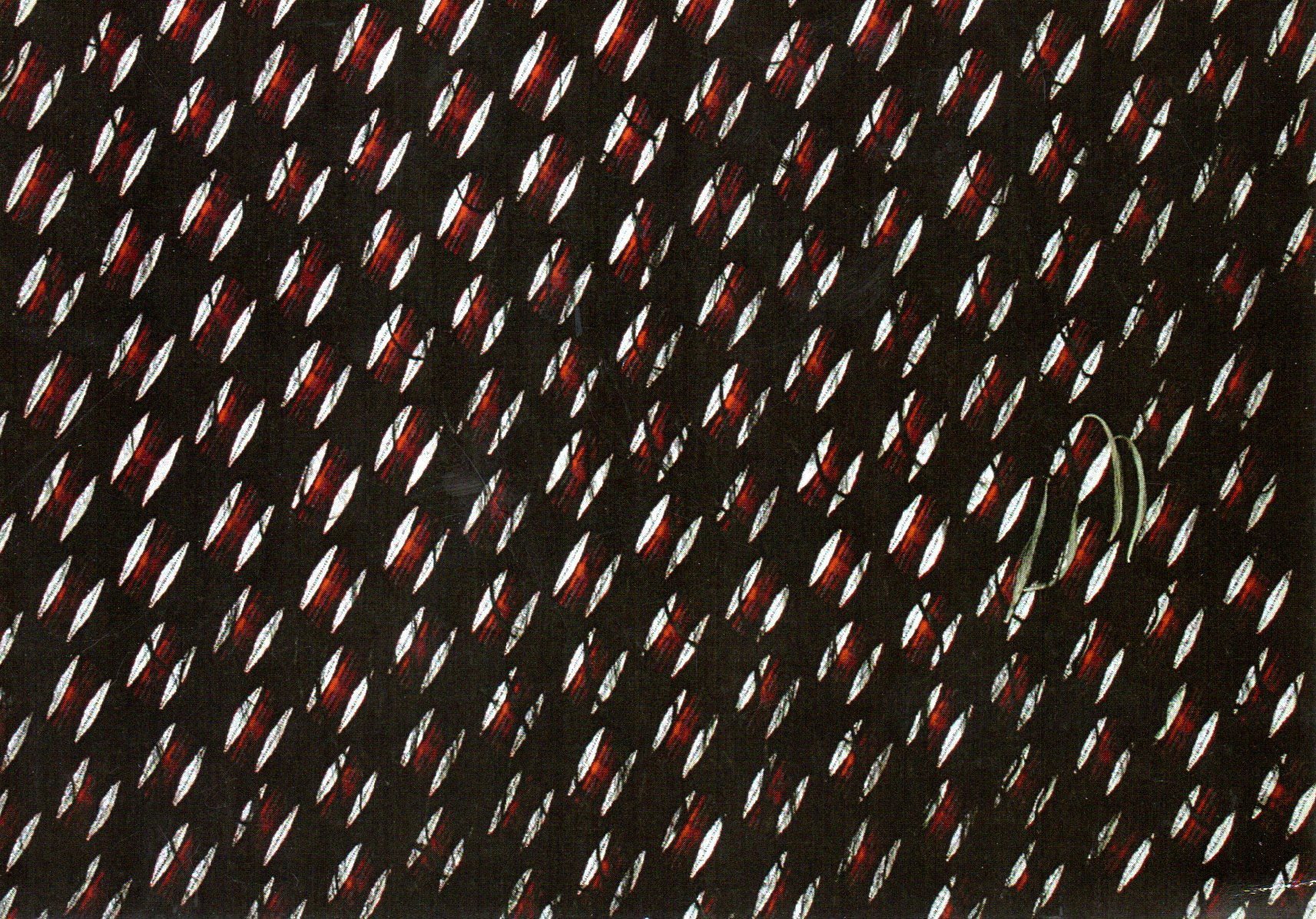
Espermatofèminis (2009)

## Galeria

Miró, Delclaux i Royo. Primera versió del tapís Tarragona. Fàbrica Aymat, 1970.
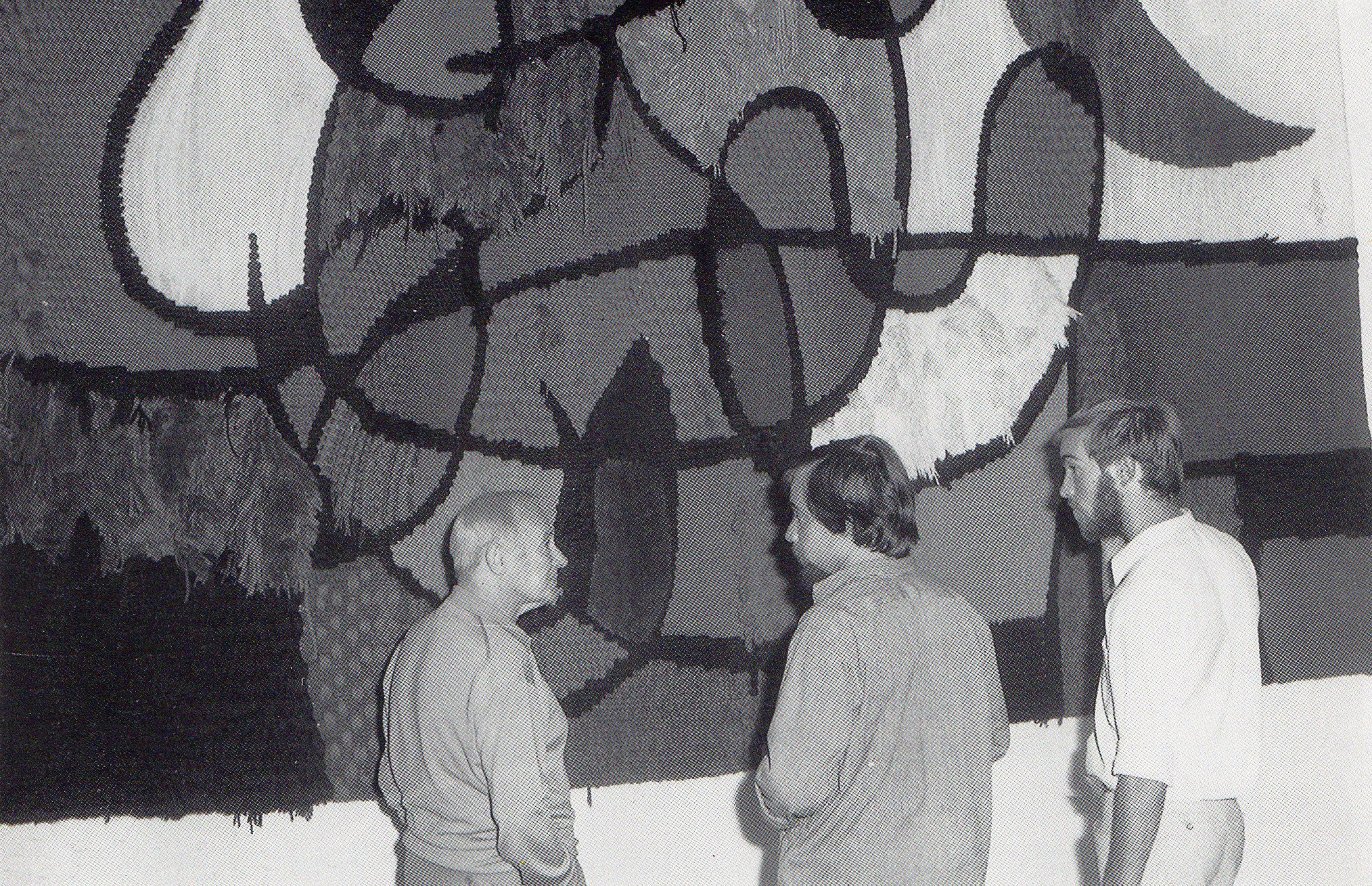
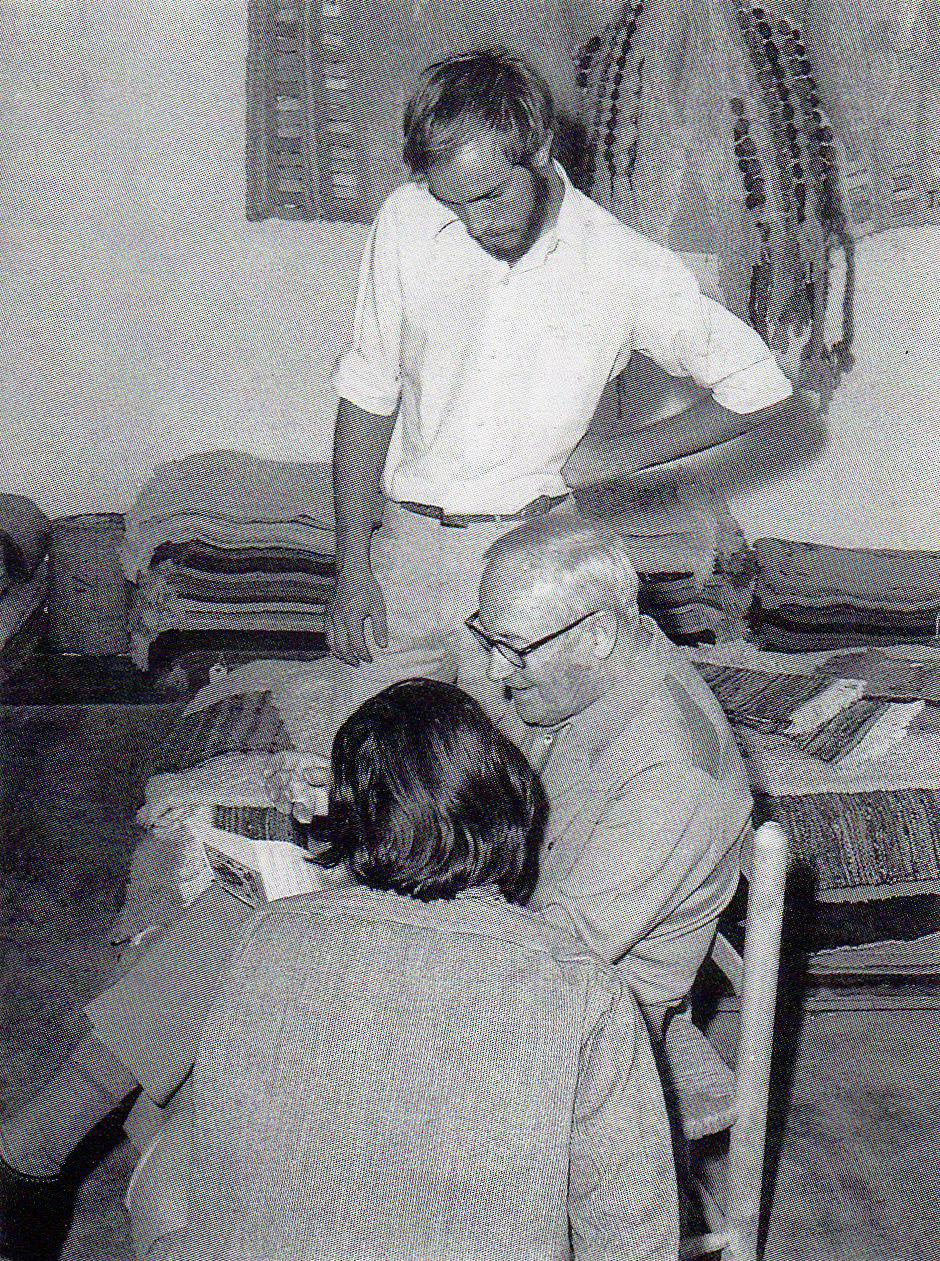